# Kétnégyzetszám-tétel
A Fermat-tól eredő  kétnégyzetszám-tétel a számelmélet egyik fontos tétele, aminek számos, igen különböző bizonyítása ismert.

## A tétel állítása
Minden p=4n+1 alakú prímszám két négyzetszám összege. Például: 5=4+1, 41=25+16.

## Bizonyítás
Legyen tehát p egy 4n+1 alakú prím.

### Első lépés
Először belátjuk, hogy p-nek van olyan x2+y2 alakú többszöröse, amiben sem x, sem y nem osztható p-vel. Azt az erősebb állítást igazoljuk, hogy van x2+1 alakú többszöröse (ekkor x nyilván nem lehet osztható p-vel). Ezt legegyszerűbben a Legendre-szimbólumra hivatkozva tehetjük meg: mivel azt kell belátni, hogy -1 kvadratikus maradék mod p, kiszámítjuk a {\displaystyle \left({\frac {-1}{p}}\right)} Legendre-szimbólum értékét:
hiszen {\displaystyle p=4n+1}, így {\displaystyle (-1)^{\frac {p-1}{2}}=(-1)^{2n}=1}.
Egy másik módszer egyszerűen megmondja x értékét: x=(2n)!. Valóban, ha {\displaystyle (2n)!=1\cdots 2n}-ben minden tényezőt megszorzunk (-1)-gyel, akkor (-1)2n=1 miatt a szorzat értéke nem fog változni.
Innen
Wilson tétele miatt.

### Második lépés
Fel fogjuk használni a könnyen ellenőrizhető Brahmagupta-Fibonacci-azonosságot:
A bizonyítás első része szerint p-nek van olyan x2+y2 többszöröse, ahol x és y egyike sem osztható p-vel. Ha itt x-et és y-t p-vel vett legkisebb abszolút értékű maradékaikkal helyettesítjük, akkor még annyit nyerünk, hogy ez a többszörös kisebb p2-nél.
A befejezéshez a végtelen leszállás módszerét alkalmazzuk: belátjuk, hogy ha 1<k<p-re kp előáll két négyzetszám összegeként, akkor van 1≤ m<k is, amire mp is előáll.
Valóban, legyen kp=x2+y2. Legyen X, illetve Y x és y k-val vett legkisebb abszolút értékű maradéka. Nem lehet X=Y=0, mert ez azt jelentené, hogy kp=k2(a2+b2) alkalmas a, b számokra, de ekkor p prím volta miatt vagy k=1 (és készen vagyunk) vagy k=p (ami ellentmond feltevéseinknek).
A fenti azonosság jobb oldalán álló számokra
és
teljesül, azaz mindkettő k-val osztható szám. Továbbá
Ebből adódik, hogy
olyan p-vel osztható szám, ami kisebb kp-nél és készen vagyunk.

## Másik bizonyítás
Csak a második lépésre adunk új bizonyítást, tehát azzal kezdünk, hogy van olyan s szám, hogy p osztója s2+1-nek.
Vegyük az összes lehetséges a+bs alakú számot, ahol {\displaystyle 0\leq a<{\sqrt {p}}} és {\displaystyle 0\leq b<{\sqrt {p}}}. Ilyen számpár
van, viszont mod p maradék csak p lehet.
A skatulyaelvet használva adódik, hogy van két különböző pár, {\displaystyle (a',b')} és {\displaystyle (a'',b'')}, hogy 
Ha most {\displaystyle a=a'-a''}-t {\displaystyle a=b'-b''}-t
definiáljuk, akkor azt kapjuk, hogy {\displaystyle a+bs\equiv 0{\pmod {p}}}, nem lehet a=b=0, továbbá {\displaystyle |a|,|b|<{\sqrt {p}}}. Az első tulajdonságot így is írhatjuk:
amit négyzetreemelve azt kapjuk, hogy
hiszen {\displaystyle s^{2}\equiv -1{\pmod {p}}}.
Az eddigiekből az adódik, hogy egyrészt a2+b2 osztható p-vel, másrészt
de ez csak úgy lehet, ha a2+b2=p. (Axel Thue bizonyítása)

## Harmadik bizonyítás
Ismét csak a második lépést igazoljuk, tehát abból indulunk ki, hogy van olyan s szám, amire p osztja s2+1-et.
Dirichlet approximációs tétele miatt van olyan a egész szám és olyan {\displaystyle 0<b<{\sqrt {p}}} egész szám, hogy
teljesül. Ezt bp-vel felszorozva azt kapjuk, hogy
De ekkor
osztható p-vel és nyilván 0 és 2p közé esik, tehát csak p lehet.

## Algebrai számelméleti bizonyítás
Ha elfogadjuk, hogy a Gauss-egészek körében igaz a számelmélet alaptétele, egyszerűen igazolhatjuk a második lépést.
Ismét feltesszük tehát, hogy a p prímszám osztója {\displaystyle s^{2}+1}-nek.
Ez utóbbi szám a Gauss-egészek körében
alakban írható. p a jobb oldal egyik tényezőjének sem lehet osztója, hiszen például s+i és p hányadosa,
nem Gauss-egész. p tehát nem Gauss-prím, felbomlik két tényezőre, az egyik s+i-nek, a másik s-i-nek az osztója:
Némi számolás mutatja, hogy itt csak c=a, d=-b lehet, innen {\displaystyle p=a^{2}+b^{2}}.

## Tetszőleges szám előállítása
A fenti tételből levezethető, hogy egy tetszőleges n szám pontosan akkor állítható elő két négyzetszám összegeként, más szóval az
diofantoszi egyenlet pontosan akkor oldható meg egész számokban, ha n prímhatványok szorzatára való felbontásában minden 4k+3 alakú prím páros kitevővel szerepel.
Ekkor, ha
ahol p1,…,pr jelölik a 4k+1 alakú prímosztókat, q1,…,qt pedig a 4k+3 alakúakat, akkor a megoldásszám
Ez úgy is kifejezhető, hogy ha n=2sm, ahol m páratlan szám, akkor az megoldások száma
ahol d1(m) m azon osztóinak száma, amelyek 4-gyel osztva 1-et adnak maradékul és d3(m) m azon osztóinak száma, amelyek 4-gyel osztva 3-t adnak maradékul.
A fenti előállíthatósági tételből analitikus számelméleti módszerekkel Landau 1908-ban igazolta, hogy a két négyzetszám összegeként írható számok száma x-ig aszimptotikusan
ahol
a szorzást a {\displaystyle p\equiv 3{\pmod {4}}} prímekre végezve.

## Története
Fermat először 1640-ben említi tételét egy Mersenne-hez írt levelében. Sem itt, sem máshol nem adja meg a bizonyítást, csak azt említi meg, hogy a végtelen leszállás módszerét alkalmazza.
Euler Fermat összegyűjtött levelezésében olvasva a tételről, hosszas munkával megtalálta annak igazolását. Először, 1747-ben, a fenti második lépést látta be, majd 1749-ben az elsőt.
Gauss 1825-ben azt is megmutatta (bár bizonyítását nem publikálta), hogy ha p=4n+1 prímszám, akkor p=a2+b2, ahol a és b 
illetve
legkisebb abszolút értékű maradéka mod p.
Fermat 1654-ben Pascal-hoz írt levelében azt is megemlíti, hogy a p prímszám pontosan akkor írható {\displaystyle x^{2}+2y^{2}} alakban, ha {\displaystyle p\equiv 1} vagy {\displaystyle 3{\pmod {8}}} és {\displaystyle x^{2}+3y^{2}} alakban, ha {\displaystyle p=3} vagy {\displaystyle p\equiv 1{\pmod {3}}}. Noha nem sikerült bizonyítását fellelni, azt állította, szilárd bizonyítása (firmissimis demonstratibus) van. Euler módszere ezeket is gond nélkül kiadta. Továbbmenve, Euler sejtette, hogy a p>5 prímszám {\displaystyle x^{2}+5y^{2}} alakú pontosan akkor, ha {\displaystyle p\equiv 1} vagy {\displaystyle 9{\pmod {20}}}.
Végül Euler megfogalmazta a következő két sejtést: a p páratlan prímszám {\displaystyle x^{2}+27y^{2}} alakú pontosan akkor, ha {\displaystyle p\equiv 1{\pmod {3}}} és 2 kubikus maradék mod p, valamint a p páratlan prímszám {\displaystyle x^{2}+64y^{2}} alakú pontosan akkor, ha {\displaystyle p\equiv 1{\pmod {4}}} és 2 bikvadratikus maradék mod p. Ezeket végül Gauss bizonyította a kubikus és bikvadratikus reciprocitási tétellel kapcsolatos munkájában.